# Ludwig August Lebrun
Ludwig August Lebrun, właśc. Ludwig Karl Maria Lebrun (ochrzcz. 2 maja 1752 w Mannheimie, zm. 16 grudnia 1790 w Berlinie) – niemiecki kompozytor i oboista.

## Życiorys
Był synem Jacoba Alexandra Lebruna, oboisty orkiestry dworskiej w Mannheimie, przypuszczalnie belgijskiego pochodzenia. Kształcił się u ojca, od 1764 roku przy orkiestrze dworskiej, której był etatowym członkiem od 1767 roku aż do swojej śmierci. W 1778 roku poślubił śpiewaczkę Franziskę Danzi, z którą odbywał podróże koncertowe m.in. do Mediolanu (1778), Paryża (1779), Londynu (1779−1781), Wiednia i Pragi (1785), Neapolu (1786−1787) i Berlina (1789−1790). 
Był przedstawicielem drugiego pokolenia szkoły mannheimskiej. Ceniono techniczne zalety jego gry na oboju. Skomponował m.in. 16 koncertów na flet lub obój, 12 triów, jeden kwartet, 6 duetów na skrzypce i altówkę, sonatę fletową, sześć sonat na instrument klawiszowy. Pisał też muzykę baletową.